# نظریه هابرت

پیش بینی تولید نفت در سال ۲۰۰۴

منحنی استاندارد هابرت

نظریه هابرت (به انگلیسی: Hubbert peak theory) یک تئوری دربارهٔ وجود نقطه اوج تولید نفت است. در سال ۱۹۵۶ زمین‌شناسی به نام ماریون کینگ هابرت پیش بینی کرد که تولید نفت آمریکا در سال ۱۹۷۰ به اوج خود خواهد رسید.
مدیران وی در شرکت شل بهتزده شده بودند. آنها حتی کوشیدند هابرت را متقاعد کنند که از اظهار علنی این ادعا منصرف شود. اما حق با وی بود. تولید نفت آمریکا در سال ۱۹۷۰ به نقطه اوج رسید و از آن زمان مرتباً کاهش یافته‌است.
حتی کشف ذخایر قابل ملاحظه در خلیج پرودو در آلاسکا، به میزان ۱۳ میلیارد بشکه، نتوانسته‌است این روند را تغییر دهد. هابرت همچنین محاسبه کرد که کل ذخایر قابل استخراج نفت آمریکا ۱۷۰ میلیارد بشکه خواهد بود. ابتدا منتقدان با تحلیل وی مخالفت و استدلال کردند پیشرفت فناوری اکتشاف و استخراج سبب می‌شود میزان نفت موجود آمریکا افزایش یابد.
همین اتفاق افتاد ولی ذخایر آمریکا از حدی که هابرت تخمین زده بود، بالاتر نرفت. حتی اگر نفت آلاسکا را در نظر بگیرید، تاریخ نفت آمریکا تقریباً عین پیش بینی آقای هابرت سیر کرده‌است و منابع نفت داخلی آمریکا فقط تا سال ۲۰۱۳ کفا ف می‌دهد.
چند سال پیش زمین شناسان شیوه‌های هابرت را به کل تولید نفت در جهان تعمیم دادند. تحلیل آنها حاکی از آن بود که تولید نفت در خلال اولین دههٔ قرن بیست و یکم به اوج خواهد رسید. برخی می‌گویند این نقطه اوج در سال ۲۰۰۵ یا ۲۰۰۶ از راه می‌رسد. دیوید گواستاین، فیزیکدان مؤسسه فناوری کالیفرنیا که کتابش با عنوان «پایان نفت» سال گذشته انتشار یافت، پیش بینی می‌کند اوج تولید نفت تا پیش از سال ۲۰۱۰ خواهد بود.
رابرت هرش، تحلیلگر انرژی، می‌گوید که سال دقیق خیلی مهم نیست چون همین حالا خیلی دیر شده‌است. وی در تحقیقی برای وزارت نفت آمریکا چنین نتیجه گرفت که بیش از یک دهه وقت لازم است تا اقتصاد این کشور با افت تولید نفت سازگار شود.
البته از سال ۲۰۱۲ این نظریه با افزایش بی‌سابقه تولید نفت از ذخایر نفت غیرمتعارف مانند نفت شیست و گاز شیست در آمریکا و نفت حاصل از ماسه‌های نفتی در کانادا به چالش کشیده شده و با وجود ناآرامی‌های بسیار در مناطق نفت خیز، قیمت نفت سیر نزولی به خود گرفته است.